# Soichi Tanaka
Soichi Tanaka (田中 奏一 Tanaka Soichi?, nacido el 27 de junio de 1989 en Tokio) es un futbolista japonés que se desempeña como defensa.

## Trayectoria

### Clubes
| Club                | País  | Año         |
| ------------------- | ----- | ----------- |
| Fagiano Okayama     | Japón | 2012 - 2017 |
| Kagoshima United FC | Japón | 2018 -      |

## Estadística de carrera

### J. League
| Club            | Año   | J. League | J. League | Copa J. League | Copa J. League | Total | Total |
| Club            | Año   | Part.     | Goles     | Part.          | Goles          | Part. | Goles |
| --------------- | ----- | --------- | --------- | -------------- | -------------- | ----- | ----- |
| Fagiano Okayama | 2012  | 2         | 0         | -              | -              | 2     | 0     |
| Fagiano Okayama | 2013  | 31        | 2         | -              | -              | 31    | 2     |
| Fagiano Okayama | 2014  | 28        | 3         | -              | -              | 28    | 3     |
| Fagiano Okayama | 2015  | 12        | 0         | -              | -              | 12    | 0     |
| Fagiano Okayama | 2016  | 14        | 2         | -              | -              | 14    | 2     |
| Fagiano Okayama | 2017  | 4         | 0         | -              | -              | 4     | 0     |
| Total           | Total | 91        | 7         | 0              | 0              | 91    | 7     |